# Хенрик Ларсон
Хенрик Едвард „Хенке” Ларсон, (швед. Henrik Edward Larsson; Хелсинборг, 20. септембар 1971) јесте бивши шведски фудбалер и репрезентативац, а сада је тренер у фудбалском клубу Енгелхолмс. Од јула 2004. до Светског првенства у Немачкој 2006. играо је у Барселони. Своју последњу утакмицу за Барселону одиграо је у финалу Лиге шампиона 2006. године, када је као измена са клупе ушао у другом полувремену утакмице и створио две лепе прилике које су резултовале головима, на крају и победом против Арсенала са 2:1.
Затим се вратио у шведски Хелсинборг где је планирао да заврши каријеру. Међутим, пола године касније прелази у Манчестер јунајтед где остаје до 12. марта 2007, када се опет враћа у Хелсинборг.
У време када је постао познат као фудбалер, постао је познат и по својим дугачким дредовима, које је касније одсекао.
2005. године је добио награду за најбољег шведског фудбалера свих времена.